# Ashmeadiella inyoensis
Ashmeadiella inyoensis är en biart som beskrevs av Michener 1939. Ashmeadiella inyoensis ingår i släktet Ashmeadiella och familjen buksamlarbin. Inga underarter finns listade i Catalogue of Life.